# Alexandros Garcia Tsotidis
Alexandros Elias Garcia Tsotidis, född 19 juli 2004, är en svensk fotbollsspelare som för närvarande är kontraktslös. 

## Klubblagskarriär
Alexandros Garcia Tsotidis moderklubb är Tyresö FF.

### Djurgårdens IF
Säsongen 2019 tog han klivet till Djurgårdens IF. Efter att ha spenderat de inledande åren i klubbens ungdomslag skrev han i december 2021 på ett två år långt ungdomsavtal med klubben.
A-lagsdebuten kom sedan som 18-åring. I mötet med Örebro Syrianska IF i Svenska Cupen den 1 september 2022 fick Garcia Tsotidis chansen från start. Debuten blev också lyckosam då han gjorde 1-0-målet i 3-0-segern. Cupmatchen följdes den 24 oktober 2022 av den allsvenska debuten, då Garcia Tsotidis hoppade in i den 86:e minuten i 4-0-segern mot GIF Sundsvall. Under debutsäsongen slutade Djurgårdens IF på andraplats i Allsvenskan och mottog stora silvret.

## Landslagskarriär
Alexandros Garcia Tsotidis har representerat Sveriges U19- och U17-landslag. Förutom Sverige har han även möjlighet att representera Colombia och Grekland i landslagssammanhang.
Debuten i P17-landslaget skedde den den 4 september 2021 i en 0-0-match mot Belgien.

## Statistik
| Klubb              | Säsong             | Liga               | Liga    | Liga | Nationell cup | Nationell cup | Internationell cup | Internationell cup | Totalt  | Totalt |
| Klubb              | Säsong             | Division           | Matcher | Mål  | Matcher       | Mål           | Matcher            | Mål                | Matcher | Mål    |
| ------------------ | ------------------ | ------------------ | ------- | ---- | ------------- | ------------- | ------------------ | ------------------ | ------- | ------ |
| Djurgårdens IF     | 2022               | Allsvenskan        | 1       | 0    | 1             | 1             | 0                  | 0                  | 2       | 1      |
| Totalt i karriären | Totalt i karriären | Totalt i karriären | 1       | 0    | 1             | 1             | 0                  | 0                  | 2       | 1      |

## Personligt
Alexandros Garcia Tsotidis pappa kommer från Grekland medan hans mamma kommer från Colombia.